# Teucholabis (Teucholabis) rostrata
Teucholabis (Teucholabis) rostrata is een tweevleugelige uit de familie steltmuggen (Limoniidae). De soort komt voor in het Neotropisch gebied.